# Bivona
Bivona es una comuna siciliana, en la Provincia de Agrigento.

## Evolución demográfica

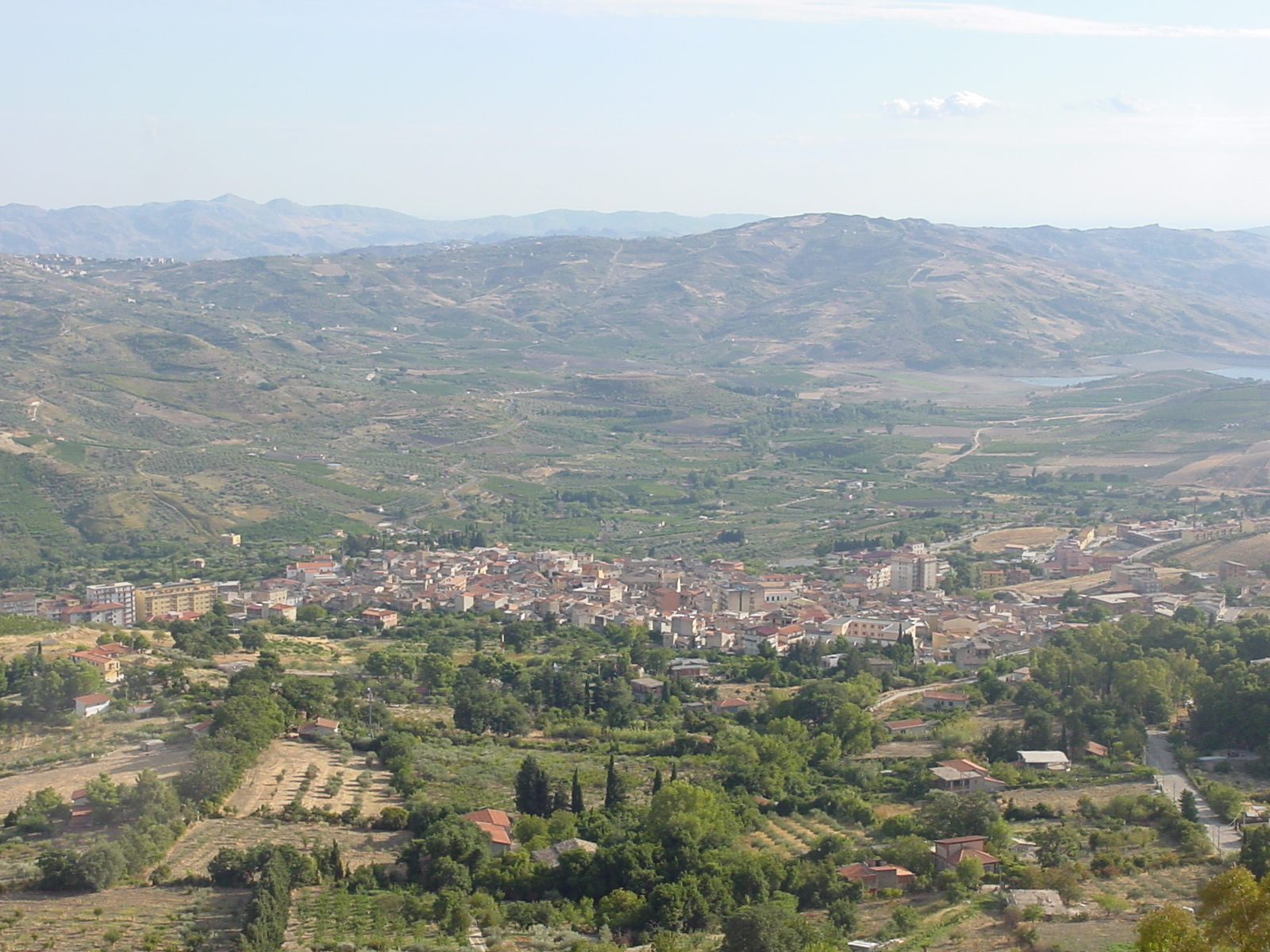

| Gráfica de evolución demográfica de Bivona entre 1861 y 2001 |
|                                                              |
| Fuente ISTAT - elaboración gráfica de Wikipedia              |